# Вітченко Дмитро Іванович
Дмитро́ Іва́нович Ві́тченко (25 травня 1937, Луганськ — 16 жовтня 2020) — український актор театру, Народний артист України (2005).

## Життєпис
Вітченко Дмитро Іванович народився в місті Луганськ в 1937 році, закінчив Інститут театрального мистецтва ім. Луначарського в Москві. В 1955 році був запрошений до трупи Луганського обласного драматичного театру. Працював в Донецькому російському театрі. Професор Луганського державного інституту культури та мистецтв, веде курс акторської майстерності.

## Творчий доробок
За час роботи в Луганському музично-драматичному театрі, ним було зіграно майже 200 ролей, в тому числі:
- Ніл — «Міщани» (Максим Горький),
- Старший солдат Дервоїд — «Рядові» (О. Дударєв),
- Іудушка — «Господа Головльови» (С. Гришанін).

## Вибрана фільмографія
- 1983 — Провал операції «Велика ведмедиця»

## Звання і нагороди
- Народний артист України — 2005 рік.
- За виконання роді Петрова у виставі «Всєм смертям назло» був удостоєний звання лауреата республіканської премії імені М. Островського, нагороджений обласною комсомольською премією ім. Молодої гвардії, Дипломом Міністерства культури СРСР.
- У 2006 році присуджена премія ім. М. Крушельницького Національної спілки театральних діячів України.